# Christa Ludwig
Christa Ludwig (ur. 16 marca 1928 w Berlinie, zm. 24 kwietnia 2021 w Klosterneuburgu) – niemiecka śpiewaczka, mezzosopran.

## Życiorys
Pochodziła z muzycznej rodziny, jej ojciec Anton Ludwig występował jako tenor, matka Eugenie Besalla jako mezzosopran. Początkowo uczyła się śpiewu od matki, następnie studiowała we Frankfurcie nad Menem u Felicie Hüni-Mihacsek. Na scenie zadebiutowała w 1946 roku rolą Orlovsky’ego w Zemście nietoperza Johanna Straussa. W następnych latach występowała w Darmstadcie, Hanowerze, Hamburgu oraz na festiwalu w Salzburgu. W 1955 roku Karl Böhm powierzył jej rolę Cherubina w Weselu Figara w Operze Wiedeńskiej i odtąd przez ponad 30 lat była związana z tym teatrem, w 1962 roku przyznano jej tytuł Kammersängerin. W 1959 roku debiutowała w nowojorskiej Metropolitan Opera, a w 1969 roku w londyńskim Covent Garden Theatre. Wystąpiła na festiwalu Bayreuth w roli Brangeny w Tristanie i Izoldzie (1966) oraz Kundry w Parsifalu (1967). Po raz ostatni wystąpiła publicznie w 1994 roku, dając recital w Wiedniu.
Zasłynęła wykonaniami ról z oper W.A. Mozarta i Richarda Straussa, wykonywała też partie sopranowe (m.in. Leonory w Fideliu Beethovena, Lady Makbet w Makbecie Verdiego, Marszałkowej w Kawalerze srebrnej róży Richarda Straussa, Marii w Wozzecku Albana Berga). Brała udział w prawykonaniach dzieł współczesnych, w tym Der Sturm Franka Martina (1956), Die Schule der Frauen Rolfa Liebermanna (1957) i Der Besuch der alten Dame Gottfrieda von Einema (1971). Występowała z wybitnymi dyrygentami, m.in. z Karlem Böhmem, Leonardem Bernsteinem i Herbertem von Karajanem. Wykonywała także pieśni Schuberta, Schumanna, Brahmsa, Wolfa, Mahlera i Richarda Straussa. Dokonała licznych nagrań płytowych, w tym kilkudziesięciu z repertuarem operowym.
W latach 1957–1970 była zamężna ze śpiewakiem Walterem Berrym. Od 1972 roku jej mężem był francuski aktor i reżyser Paul-Émile Deiber, który zmarł w 2011 roku. Artystka opublikowała autobiografię ...und ich wäre so gern Primadonna gewesen (Berlin 1994).

## Odznaczenia
- 1969 – Krzyż Honorowy za Naukę i Sztukę (Austria)[2]
- 1988 – krzyż komandorski Orderu Sztuki i Literatury (Francja)[2]
- 1989 – krzyż kawalerski Legii Honorowej (Francja)[2]
- 1994 – Wielka Odznaka Honorowa za Zasługi dla Republiki Austrii (Austria)[2]
- 1995 – krzyż komandorski Orderu Narodowego Zasługi (Francja)[2]
- 2007 – Wielka Srebrna Odznaka Honorowa za Zasługi dla Republiki Austrii (Austria)[7]
- 2010 – krzyż komandorski Legii Honorowej (Francja)[8]
- 2015 – krzyż wielkiego oficera Orderu Narodowego Zasługi (Francja)[9]